# Кодра (селище)
Ко́дра — селище Макарівської селищної громади Бучанського району Київської області. Селище міського типу з 1938 року, за часів СРСР було відомим центром видобутку торфу, але нині це значення Кодри значно зменшилося. Селище Кодра розташоване на відстані 85 км від обласного центру і за 25 км від центру громади. Найближча залізнична станція — Тетерів — 15 км. Площа населеного пункту — 284,8 га, кількість дворів — 750. Населення становить — 1421 особа (2020). День селища — 10 листопада.

## Географія
Через село течуть річки Гульва та Тростянка, праві притоки Кодри.

## Історія
Селище розміщене в широкій долині річки Кодрянки, що впадає в річку Тетерів. З усіх боків Кодру оточує зона мішаних лісів.
Північно-західна частина Полісся, де розташована Кодра, — це територія розселення древлян. У Кодрі знайдено знаряддя праці доби пізнього неоліту та бронзи. У селищі мешкала патріархальна родина або кілька кровноспоріднених сімей. З особливостями місцевості був пов'язаний їх спосіб життя та заняття.

### Назва
Довгий час із покоління в покоління передавалася легенда, що назва «Кодра» походить від назви дрімучих соснових борів. І дійсно, за переказами старожилів, перші поселенці Кодри розташовували свої житла «гніздами», далеко одне від одного, біля річок, водойм, джерел, серед лісу на галявинах. Займалися вирубним землеробством, мисливством, рибальством, бджільництвом, відгінним випасанням худоби, заготівлею сіна на болотах, ремеслами. Сіяли жито, ячмінь, просо, овес, гречку, льон, коноплі та всяку городину. Жили в дерев'яних у зруб хатинах під солом'яною покрівлею.
Назва селища і річки «Кодра» має свої відповідники і на Балканах, і в Прусії. Балканська річка «Кодряна», Пруська — «Кодринен» (згадка 1425 р.). Вчені-дослідники припускають, що гідронім «Кодряна» — неслов'янського походження, і пов'язують з Істрійсько-романським «Кодру», румунським — «Кодреана», албанським — «Кодре». Ще одна гіпотеза: індоєвропейська назва «куендер» означає назви кількох рослин, зокрема болотяних.
Відомий дослідник Київщини Л. Похилевич вважає, що гідронім «Кодра» молдавською означає «дрімучий ліс».

### XVI—XIX століття
Річка Кодра вперше згадується 19 травня 1612 року. Село Кодра згадується під час продажу Макарівської маєтності ксьондзу Каетану Росцішевському на початку 1768 року. Як свідчить опис Л. Похилевича, ліси та землі по Тетереву належали маєтності давніх православних митрополитів Києво-Печерської лаври. Пізніше їх успадкували греко-католицькі митрополити. Їхньою резиденцією було містечко Радомишль. Л. Похилевич писав, що села Межирічка і Кримок, сусідні з Кодрою, були населені «шляхтою». Очевидно, польські поселенці в Кодрі — з часів XIV—XVI ст., коли Правобережною Україною володіли польсько-литовські магнати Речі Посполитої. Багато родичів кодрян і нині проживають у селі Кримок Житомирської області. Церкви в Кодрі не було. На той час уже сформувалися давні кодрянські роди — Башинські, Білявські, Мілевські, Галицькі, Лісовські, Багінські, Барановські, Бернацькі, Осецькі, Кубицькі, Житніцькі, Свідерські. Про це й свідчить назва сільського кутка (нині найдовша вулиця Кодри — «Варшава»). Тому й досі в селищі існують спільні язичницькі, православні, католицькі, громадські традиції.
Із книги «Уезды Киевский и Радомышльский» Л. Похилевича дізнаємося про подальшу долю «лісів і земель по Тетереву». Вони переходили із рук в руки «со всеми исчисленными селениями»: були і власністю князя Голіцина", который немедленно продал подарок за наличные деньги графу Браницкому, деду нынешнего владельца Константина Владиславовича Браницкого, в дополнение к обширным его степным имениям. При владельческой экономии недавно содержалось замечательное собачье заведение с надлежащею для охоты владельца прислугою".
Ці маєтності були у володінні і воєводини Троцької, і князів Любомирських, і Потьомкіна, після смерті якого — у його родича Енгельгардта, а потім належали «дочери сего графине Александре Васильевне Браницкой. Ныне внуку ее Владиславу Браницкому 1838 года».
На початку XIX ст. землі й ліси навколо Кодри належали графам Браницьким, маєток яких був у Білій Церкві. Тут серед лісів були галявини, багаті на природні випаси. За 3 км на північ від сучасної Кодри є галявини, на яких у середині XIX ст. утримувалися графські тваринницькі приміщення, де тварин доглядали кріпаки, а після реформи 1861 р. — наймані селяни. Згодом доглядачі худоби поселилися на сучасній Ринві (заплава річки Кодрянки). Це був початок заснування сучасного селища. Свідченням цього є джерело з чистою смачною водою та кладовище, які близько розташовані біля Ринви. Сучасна вулиця Ворошилова, по-народному Трибухівка, стала продовжувати поселення.
У середині XIX ст. жителі Кодри займалися тваринництвом, вирубним землеробством, рибальством, збирали в лісі ягоди, гриби, плоди диких дерев, заготовляли сіно з боліт правого берега річки Кодрянки.
У 1875 р. землі навколо Кодри і Забуяння у графа Браницького (5807 десятин) купив пан С. Г. Єремеєв, який узяв для цього позику в Київському Земельному банку. Пізніше торговці — євреї Герш Слуцький і Брохман, які викупили землю у пана С. Г. Єремеєва, у 80-х рр. XIX ст. побудували в Кодрі склозавод, на якому виробляли красивий побутовий посуд: склянки, вази, тарелі, графини, лампове скло. Завод називали «гутою», а його робітників — «гутниками».

### XX століття
1900 року у власницькому селі (належало Михайлові Степановичу Єремєєву) Кодра був 91 двір, мешкало 385 осіб. Головним заняттям мешканців було хліборобство. У селі був водяний млин із одним робітником, млин належав власнику села, лісопильний завод, що належав Гершель-Беру Бялику, на заводі працювало 8 осіб, скляний завод, що належав власнику, але винаймався селянином Романом Харченком, працювало на заводі 40 осіб, у тому числі 15 жінок.
У 1916 р. збудовано другий завод побутового скла, Більшість населення в Кодрі стало «гутниками». Умови праці робітників були тяжкі: низька заробітна плата, довгий робочий день, відсутність охорони праці, політичне безправ'я. Населення було неграмотним: лише 2-3 селянина вміли читати і писати. Нелегко жилося й дітям. Від 8-9 років вони вже працювали по 14-16 годин, виконуючи при цьому норму дорослого, а отримували за це значно менше, ніж дорослі робітники.
Школи до революції в селі не було. Зрідка приїжджав піп або дяк, збирав дітей в якійсь хатині і навчав співати релігійних пісень, різних молитов, інколи вчив читати й писати. За найменшу провину сурово карали й били різками.
Наступив 1914 рік. Розпочалася Перша світова війна. Багато чоловіків із Кодри пішло на фронт. Одні загинули, інші повернулися поранені. Пан Єремеєв відчув, що скоро прийде кінець пануванню, і влітку 1916 р. отруївся.
Лютий 1917 року. Влада царя навіки пала. Ця звістка докотилася і до селища. Робітники, селяни, молодь під керівництвом робітника Цесаревського провели демонстрацію, співали «Марсельєзу», кричали «Ура! Геть царя!»
Після жовтневого перевороту сім'ям сіл Кодри і Забуяння наділили 400 десятин землі пана С. Г. Єремеєва (в народі його звали «пан Вєрємєй»). Заводи стали націоналізовані. На землі селяни Кодри добровільно організували артіль «Червоні лани». Першим головою артілі був батрак М. Й. Куровський. Село стало швидко розбудовуватися. Виростали нові будинки робітників, добудована початкова школа, новий Будинок культури, щовечора грав духовий оркестр, працювали гуртки художньої самодіяльності, демонструвалися кінофільми, працювали спортивні секції.
У 30-ті роки збудовано двоповерхове приміщення десятирічки. Тут середню освіту здобувала молодь із сусідніх сіл: Соболівки, Буди, Язвинки, Забуяння, Білої Криниці.
У 1932 р. закінчена колективізація в селі. Голодомор 1921—1923 рр. та 1932—1933 рр. не обминув і Кодру, хоч масштаби голоду не були вражаючі.
Під час сталінських репресій 1937—1938 рр. заарештовано 30 осіб, з них 24 розстріляно, серед них і вчитель математики Ф. С. Остапчук та вчителька Я. В. Котвицька.
У 1938 р. Кодра одержала статус «селища міського типу». Цього ж року відбувся і перший випуск із середньої школи. Випускники перших довоєнних випусків майже всі пішли на фронт.
Трагічний відбиток в історії селища залишила Друга світова війна. У червні 1941 р. захищати рідну землю пішло більше 920 чоловіків. Серед них були й п'ять братів Лопатіних, які всі загинули за свободу Вітчизни.
19 серпня 1941 р. селище було окуповане. Окупанти встановили так званий «новий порядок»: забирали худобу, примусово примушували валити ліс, копати торф, будувати лісопилку, маслозавод. За непокору жорстоко карали: знущалися, били, розстрілювали. Десять жителів селища закатовані в гестапо смт Макарів, зокрема і юна підпільниця З. Г. Мілевська.
Першими борцями з окупантами були молоді підпільники: вчителька Галина Дворська, Леонід Лютаревич, Анна Лосєва, Марія Потапова, Дар'я Грицак, Петро Жудра. Через деякий час їх схопили фашисти і закатували в Радомишльській жандармерії. Залишилися в живих Петро Жудра та Марія Потапова, які пізніше воювали в партизанському з'єднанні Героя Радянського Союзу М. І. Наумова. Вчителька Галина Пилипівна Дворська розстріляна за Житомиром.
У 1941—1943 рр. мешканці селища воювали з фашистами, об'єднавшись у партизанський загін ім. Суворова, що діяв у Кодрянських лісах. Пізніше загін увійшов до складу Київського партизанського з'єднання під командуванням І. О. Хитриченка. Всього 258 жителів Кодри брали участь у партизанській боротьбі проти ворога.
У роки Другої світової війни, надаючи допомогу братньому чехословацькому народу в боротьбі з фашизмом, загинув наш односельчанин — учитель, партизан, майор, комісар десантного загону Б. І. Башинський. Його прах покоїться в чеському місті Фрідек-Містек, пам'ять про нього зберігають чехи в книзі «Партизанські портрети».
10 березня 1943 р. в селище Кодру вступили партизани Сумського партизанського з'єднання на чолі з С. А. Ковпаком. Ковпаківці три дні стояли в Кодрі, роздали жителям 15 тонн зерна, 100 тонн картоплі, що німці запланували вивезти до Німеччини. Через день у районі Гугища партизани провели велику бойову операцію з розгрому німецького угрупування з Житомира. Смертю хоробрих у цьому бою полягли 17 ковпаківців.
Не обірвав історію Кодри і «чорний четвер» 24 квітня 1943 р., коли карателі спалили 813 дворів, усе дощенту селище. Жителів селища прийняли сусідні села, деякий час люди мешкали навіть у корівнику с. М. Буди. Згарища Кодри з обгорілими бовдурами коминів та осиротілими дворами так і стояли до 10 листопада 1943 р., поки селище не звільнили війська Першого Українського фронту під командуванням М. Ф. Ватутіна, 3-ї Гвардійської Танкової армії під командуванням генерала П. С. Рибалка і Чехословацької бригади Людвіка Свободи. Кодра — єдиний населений пункт колишнього Макарівського району, що був повністю спалений окупантами.
Відродження Кодри почалося відразу ж після вигнання ворога. Повернулися після перемоги лише 200 осіб. Усі вони нагороджені орденами і медалями, серед них: М. Т. Приймак, Г. Д. Сидоренко, Ф. Б. Шатило, І. Л. Свідерський, С. С. Тищенко, С. І. Шишкін, В. Й. Осецький, П. Т. Первушин, І. М. Підсуха, П. І. Нагорний, І. І. Кубіцький, В. Г. Дука, М. Г. Дука, А. В. Євсеєнко та ін.
У 1965 р. завершено будівництво триповерхової школи на 530 місць.
А в 1968 р. свою першу продукцію дав Кодрянський завод медичного скла. Було зведено багатоповерхові будинки для робітників. Розкрив світлі кімнати справжній палац дитинства — двохповерховий дитсадок «Пролісок» із впорядкованою територією. Пролягла шосейна дорога до райцентру Макарова. Кодрянський склозавод постачав свою продукцію у всі республіки колишнього Радянського Союзу та в зарубіжні держави. Серед робітників трудилися ветерани війни і праці, чий труд удостоєний урядових нагород.
Кодрянське лісництво, яке організоване в 1938 р., із довоєнних років має славні трудові традиції. Кодрянське лісництво відноситься до Тетерівського дослідно-виробничого лісгоспзагу Київського управління лісового господарства і лісозаготівель.
У важкому повоєнному 1946 році приїхала в Кодру сім'я Глущуків — фельдшер Іларіон Веремійович та акушерка Катерина Іванівна. У власному будинку вони обладнали медамбулаторію, де приймали хворих селян, які так постраждали від воєнного лихоліття. За час роботи у Катерини Іванівни не було жодного мертвого немовля. Іларіон Веремійович лікував травами і про його знали далеко за межами країни.
Поштовим відділенням понад 20 років після війни завідував А. І. Осецький, а нині завідує Г. І. Оборська.
В «Історії міст і сіл Української РСР» про Кодру початку 1970-х було подано таку інформацію:

| Кодра - селище міського типу, центр селищної Ради, розташоване за 25 км від районного центру. До найближчої залізничної станції Буян - 5 км. Населення - 2100 чоловік. У Кодрі-комплексна бригада колгоспу «Україна» (центральна садиба в с. Забуянні), яка має 324 га орної землі, вирощують переважно льон, картоплю, зернові. Розвинуте м'ясо-молочне тваринництво. У селищі є склозавод. Поблизу Кодри з 1927 року ведуться розробки торфу. 1960 року побудовано завод напівбрикету, 1964 року-завод біомінеральних добрив, сировиною для виробництва яких служить місцевий торф» В гелі є лісництво Тетерівського лісгоспзагу, у розпорядженні якого 6,5 тис. га лісу. У Кодрі є середня школа, будинок культури, бібліотека[4]. |

### XXI століття
У 2000 р. склозавод припинив свою роботу.
Понад 30 років завідувала селищною бібліотекою В. К. Гріневич. Роботою Будинку культури керував ветеран війни і праці І. М. Підсуха, композитор-аматор. Під його керівництвом хор «Кодряночка» не одне десятиліття тішив односельчан, жителів району і області своїм майстерним виконанням народних пісень. Нині завідує Будинком культури Р. Панчук .
Футбольна команда «Партизан» — багаторазова переможниця обласних і районних змагань.
У селищі працює філія Макарівської музичної школи, яку очолює Л. Ф. Пірнач. Ф. С. Пірнач пише музику та виступає з концертами як бард.
У 2007 р. в селищі відкрита амбулаторія сімейної медицини.
На території селища знаходиться 12 малих підприємств із переробки деревини та 13 торговельних точок.
Кожен з обраних у різні часи на посаду селищних голів дбав про розбудову і зробив певний внесок у розвиток селища, залишивши по собі добру пам'ять, це: М. Й. Куровський, В. Г. Дука, І. І. Кубіцький, Ф. Б. Кубіцький, М. К. Башинська, Ф. І. Дворський, А. А. Згурський, О. Х. Кучеренко, М. В. Однодворець, І. О. Мокійчук. Нині посаду селищного голови обіймає Т. В. Гапоненко.
Селище електрифіковане, телефонізоване, а з 2002 р. газифіковане, має автобусний зв'язок із м. Києвом, колишнім районним центром Макаровом та Бородянкою. На території селища діють Українська Православна церква великомучениці Параскеви Київського патріархату, община євангельських християн-баптистів та харизматична церква.

## Школа
У 1967 р. відбувся перший випуск новозбудованої в 1965 р. десятирічки. Директором школи працював Ю. К. Гріневич (1952—1971 рр.). З 1971 р. по 1991 р. колектив школи очолювала Н. Ф. Драпей — відмінник народної освіти УРСР, нагороджена медалями «За трудову доблесть», «1500 років Києва», «Ветеран праці», як дипломантка ВДНГ СРСР 1985 року відзначена бронзовою медаллю. З 1991 р. по 2001 р. школу очолював П. П. Драпей, а у 2001—2007 рр. — Б. Л. Башинський.
З 1971 р. школа носить ім'я двічі Героя Радянського Союзу С. А. Ковпака. Понад 30 років у школі діє музей бойової слави (1941—1945 рр.). У 1985 р. пошукову роботу школи і музею відзначено дипломом ВДНГ СРСР, а у 2004 р. — дипломом «Зразковий музей» Міністерства освіти України. Керує роботою музею Н. Ф. Драпей. При школі діє танцювальний колектив «Тріумф», який виборює першість на районних і обласних фестивалях дитячої творчості. Ним керує Л. А. Михалевич.
У 2006—2007 навчальному році в стінах школи створено Кодрянське навчально-виховне об'єднання «загальноосвітня школа — дитячий садок». У селі ще до війни діяв дитячий садок, а після неї діти виховувались в дерев'яному і цегляному пристосованих приміщеннях. Завідувачами довгий час працювали В. М. Кубіцька — учасник бойових дій, ветеран ВВВ, відзначена бойовими і трудовими урядовими нагородами, та А. М. Хворостяна — відмінник народної освіти.

## Персоналії
Петро Семененко — майстер художнього скла.

## Станція Буян
На території селища є тупикова станція Південно-західної залізниці «Буян», яка у радянські часи мала пасажирське сполучення зі станцією «Спартак» на залізничній лінії Київ — Коростень. Нині використовується тільки як вантажна станція, має зв'язок з військовим містечком Макарів-1.
Населення становить — 82 особи. Кількість дворів — 47.
Дільниця Київ-Коростень Південно-Західної залізниці, у тому числі і станція Буян, була збудована 1902 року.
У 1910 р. сполучена вузькоколійкою з Комарівською лісопилкою. На території висілка Буян розміщені склади сільгосптехніки, районних будівельних організацій, Червонослобідського спиртзаводу, нижнього складу Макарівського держлісгоспу.

## Кодра-Торф №1
Кодра-Торф-1 — робітниче селище, засноване у 1938 р. при новозбудованому торфозаводі. Населення — 50 осіб.
Від заснування тут проживало 500 осіб, діяла пекарня. Після Вітчизняної війни виробництво розширили, населення зросло. Директором торфозаводу працював Л. Д. Юдіцький. Виселок мав власну інфраструктуру: клуб, ФАЛ, восьмирічну школу. У 1977 р. школу було закрито. Під час перебудови старий торфозавод занепадає. Виробництво майже припинено.

## Кодра-Торф №2
Кодра-Торф-2 — виселок, розміщений за селом Забуяння, по річці Буян. Налічує 16 будинків та 17 жителів.
Як і Кодра Торф І (Поселення № 1), Кодра Торф II вперше позначена під назвою Поселення № 2 на німецьких топографічних картах 1943 року.